# Édouard Philippe
Édouard Charles Philippe, Rouen 28 november 1970, is een Frans politicus. Hij was 2010 tot 2017 burgemeester van Le Havre, van 15 mei 2017 tot 3 juli 2020 premier van Frankrijk onder Emmanuel Macron en is sinds 5 juli 2020 weer burgemeester van Le Havre.

## Levensloop
Zijn beide ouders zijn leraar Frans. Philippe groeide in de omgeving van Rouen op, maar deed eindexamen in Bonn, omdat zijn vader daar toen les gaf. Hij ging daarna studeren bij Sciences Po, rondde dat in 1992 af, en van 1995 tot 1997 bij de École nationale d'administration. Tijdens zijn studie was hij lid van de Parti socialiste, in de voetsporen van Michel Rocard, maar schoof daarna op naar rechts.
Hij begon in 1997 zijn loopbaan bij de Raad van State en specialiseerde zich in het recht van de openbare aanbestedingen.

### Politiek in Le Havre
Philippe werd in 2001 werd tot gemeenteraadslid in Le Havre verkozen en werd wethouder, adjoint au maire, bij burgemeester Antoine Rufenacht, belast met de juridische zaken. 
Hij was zonder succes kandidaat bij de parlementsverkiezingen van 2002, maar nam datzelfde jaar deel aan de oprichting van de Union pour un mouvement populaire UMP, die de Rassemblement pour la République RPR. De UMP werd een politieke partij voor rechts en centrumrechts. Hij werd er directeur-generaal van, tot Alain Juppé in 2004 ontslag nam. Philippe werd vervolgens advocaat, maar ook werd hij verkozen tot raadslid in de Conseil régional van de toenmalige regio Haute-Normandie.
Philippe werd in 2007 kabinetsmedewerker bij Alain Juppé, minister van Leefmilieu, Ontwikkeling en Ruimtelijke Ordening en in 2008 raadslid in de Conseil général voor het departement Seine-Maritime.
Hij werd in het gemeentebestuur van Le Havre als adjoint-au-maire (loco-burgemeester) belast met economische ontwikkeling, haven, werkgelegenheid, opleiding en internationale betrekkingen, maar dit veranderde in 2009 in stedenbouw, huisvesting en haven. Hij volgde in oktober 2010 Antoine Rufenacht op als burgemeester van Le Havre en werd in 2014 bij de gemeenteraadsverkiezingen van Le Havre herkozen, met 52,04 % van de stemmen.
Hij nam in juni 2016 in Dresden deel aan een bijeenkomst van de Bilderberggroep.

### Presidentsverkiezingen 2017
Philippe hoorde bij voor de voorverkiezingen binnen de Les Républicains voorafgaand aan de presidentsverkiezingen van 2017 bij het campagneteam van Alain Juppé en was een van zijn twee woordvoerders. François Fillon won die voorverkiezingen. Philippe nam aan zijn campagneteam deel, maar trok zich terug op 2 maart 2017 naar aanleiding van de affaire Fillon terug.
Hij stelde zich geen kandidaat voor de parlementaire verkiezingen van 2017, omwille van de cumul met zijn andere mandaten.

### Premier van Frankrijk
Emmanuel Macron benoemde Philippe op 15 mei 2017 tot premier van Frankrijk. Het was het doel van Macron links en rechts in de politiek van Frankrijk dichter bij elkaar te brengen en Philippe moest daarbij helpen. Philippe werd daarbij geen lid van La République en marche !, de partij van Macron met een meerderheid in de Franse politiek. Hij nam ontslag als burgemeester van Le Havre en werd op 28 mei opgevolgd door zijn premier adjoint, door zijn eerste wethouder. De regering-Philippe II volgde de regering-Philippe I drie dagen na de parlementsverkiezingen van 18 juni 2017 op. 
Philippe was na het ontslag van Gérard Collomb van 3 tot 16 oktober 2018 waarnemend minister van Binnenlandse Zaken. 

Philippe werd op 3 juli 2020 door Jean Castex opgevolgd.
Hij werd weer burgemeester van Le Havre, maar richtte ook de partij Horizons op en kondigde aan zich kandidaat te stellen bij de volgende presidentsverkiezingen.

## Privé
Philippe is met Édith Chabre getrouwd, directrice van de École de droit bij Sciences Po. Zij hebben drie kinderen. Hij is amateur-bokser en traint driemaal per week. Hij trof in het Matignon, de residentie van de premier ministre, de bokszaal aan die Manuel Valls er had liet inrichten.

## Publicaties
- Des hommes qui lisent, 2017.

Philippe schreef samen met Gilles Boyer twee politieke romans:
- L'heure de vérité, 2007.
- Dans l'ombre, Parijs, 2011.
- Des lieux qui disent, 2023